# IL11
IL11 (англ. Interleukin 11) – білок, який кодується однойменним геном, розташованим у людей на короткому плечі 19-ї хромосоми. Довжина поліпептидного ланцюга білка становить 199 амінокислот, а молекулярна маса — 21 429.
| 10         |  | 20         |  | 30         |  | 40         |  | 50         |
| ---------- |  | ---------- |  | ---------- |  | ---------- |  | ---------- |
| MNCVCRLVLV |  | VLSLWPDTAV |  | APGPPPGPPR |  | VSPDPRAELD |  | STVLLTRSLL |
| ADTRQLAAQL |  | RDKFPADGDH |  | NLDSLPTLAM |  | SAGALGALQL |  | PGVLTRLRAD |
| LLSYLRHVQW |  | LRRAGGSSLK |  | TLEPELGTLQ |  | ARLDRLLRRL |  | QLLMSRLALP |
| QPPPDPPAPP |  | LAPPSSAWGG |  | IRAAHAILGG |  | LHLTLDWAVR |  | GLLLLKTRL  |

A: Аланін

C: Цистеїн

D: Аспарагінова кислота

E: Глутамінова кислота

F: Фенілаланін

G: Гліцин

H: Гістидин

I: Ізолейцин

K: Лізин

L: Лейцин

M: Метіонін

N: Аспарагін

P: Пролін

Q: Глутамін

R: Аргінін

S: Серин

T: Треонін

V: Валін

W: Триптофан

Кодований геном білок за функціями належить до цитокінів, факторів росту. 
Задіяний у такому біологічному процесі, як альтернативний сплайсинг. 
Секретований назовні.